# Катриона (роман)
«Катриона» (англ. Catriona) — историко-приключенческий роман британского писателя Р. Л. Стивенсона, написанный в 1891 году и впервые опубликованный в 1893, продолжение «Похищенного». В литературоведении встречаются его оценки как одного из самых значительных произведений, созданных Стивенсоном в его последние годы.

## Сюжет
Действие романа начинается в Эдинбурге 21 августа 1751 года, в два часа дня, — в тот самый момент, когда заканчивается действие романа «Похищенный». Юный шотландец из старинного рода Дэвид Бэлфур, который в предыдущей части дилогии счастливо избежал всех опасностей, пытается добиться справедливости для Джемса Стюарта Глена, обвинённого в организации «Аппинского убийства». Он терпит неудачу, суд приговаривает Стюарта к смерти.
Позже Бэлфур влюбляется в Катриону Макгрегор Драммонд, дочь Джеймса Мора и внучку Роберта Роя Макгрегора, известного как Роб Рой. Он берёт девушку под свою защиту, вместе с ней едет в Голландию, в Лейден, где изучает юриспруденцию в местном университете. После смерти дяди Эбенезера Дэвид наследует всё семейное состояние. Он женится на Катрионе и возвращается в Шотландию, где начинает спокойную семейную жизнь.

## Создание и оценки
Роман «Похищенный», рассказывающий о приключениях юного Дэвида Бэлфура, был опубликован в 1886 году. Спустя пять лет Стивенсон решил создать его продолжение. В те годы писатель жил на острове Уполу в составе Самоанского архипелага; находясь вдали от родины и не считая возможным возвращение, он особенно живо интересовался историей Шотландии. В случае с дилогией о Бэлфуре речь шла ещё и о семейной истории: девичья фамилия матери Стивенсона была Бэлфур, существовала легенда о родстве её семьи с Роб Роем.
«Я дьявольски много работаю, — написал Стивенсон Генри Джеймсу в начале 1892 года. — За двенадцать месяцев истёкшего года я завершил „Потерпевших кораблекрушение“, написал здесь, за исключением первой главы, „Берег Фалеза“, значительную часть „Истории Самоа“, сделал кое-что для „Жизнеописания моего деда“, а также начал и закончил „Дэвида Бэлфура“. Как вам покажется для одного года?».
Впервые роман был опубликован в британском журнале Atalanta, где выходил отдельными главами с декабря 1892 по сентябрь 1893 года. Журнальная версия называлась «Дэвид Бэлфур», название «Катриона» появилось в отдельном книжном издании.
Отзывы литературоведов о «Катрионе» неоднозначны. Автор статьи о Стивенсоне в «Британнике» заявляет, что в этом романе не прозвучало ничего принципиально нового по сравнению с «Похищенным». Ричард Олдингтон считает «Катриону» лучшим из поздних произведений Стивенсона после «Уира Гермистона», содержащим ряд «превосходных эпизодов», но называет её более слабой по сравнению с первой частью дилогии и пишет о компромиссах автора «со вкусом широкой публики». По мнению Дмитрия Урнова, по последним главам «Катрионы» заметно, что роман дописывался в спешке.
Одна из экранизаций «Похищенного», одноимённый фильм 1971 года режиссёра Делберта Манна, снята в том числе и по первой половине «Катрионы». Бэлфура в этой картине сыграл Лоуренс Дуглас, Алана Брека — Майкл Кейн, Катриону — Вивьен Хейлброн. В телесериале «Похищенный» 1978 года «Катриона» экранизирована полностью.

## В астрономии
В честь «Катрионы» назван астероид (1116) Катриона, открытый 5 апреля 1929 года южноафриканским астрономом Сирилом Джексоном в Республиканской обсерватории Йоханнесбурга.